# Ocrepeira tumida
Ocrepeira tumida là một loài nhện trong họ Araneidae.
Loài này thuộc chi Ocrepeira. Ocrepeira tumida được Eugen von Keyserling miêu tả năm 1865.